# Persistent sexual arousal syndrome
Mensen die lijden aan het persistent sexual arousal syndrome (PSAS) ervaren voortdurend genitale opwinding. De aandoening is nog niet zo lang bekend - sinds 2001. Een Nederlandse benaming is er niet; letterlijk vertaald betekent het "syndroom van voortdurende seksuele opwinding". In de internationale wetenschappelijke literatuur worden tegenwoordig de termen persistent genital arousal disorder (PGAD) en restless genital syndrome (ReGS) gebruikt, om te benadrukken dat de genitale opwinding geen seksuele grondslag heeft.

## Symptomen
Lijders aan dit syndroom ervaren een voortdurende genitale opwinding, die helemaal niets met gevoelens van liefde of lust te maken heeft. Ook staat de opwinding los van genitale stimulering. De seksuele opwinding is soms voortdurend aanwezig of komt spontaan meerdere keren per dag op. PSAS komt alleen bij vrouwen voor, hoewel sommigen het alleen bij mannen voorkomende syndroom priapisme onder dezelfde aandoening scharen. Verreweg de meeste patiënten zijn tussen de 40 en 65 jaar oud, Maar ook jonger of veel ouder komt voor. Met hyperseksualiteit (nymfomanie en satyriasis) heeft PSAS niets te maken. PSAS is vrij zeldzaam, vermoed wordt echter dat veel lijders zich niet bij een dokter melden omdat ze zich schamen. Er is dus mogelijk sprake van onderrapportage.
De opwinding die mensen ervaren kan zeer intens zijn en lang duren - soms wel een week lang. Een orgasme kan de spanning even verlichten maar al snel is het gevoel van opwinding weer terug. In een later stadium kan men geen orgasme meer bereiken en houdt de seksuele spanning voortdurend aan. Patiënten lijden onder de schaamte die de aandoening met zich meebrengt, maar niet alleen dat, ook hun hele leven wordt overhoop gehaald. Werken is vaak onmogelijk, concentratie is moeilijk, gewoon winkelen of autorijden is bijna niet meer mogelijk.

## Oorzaak
Waar PSAS door veroorzaakt wordt, is niet duidelijk. Soms ontstaat PSAS door bijwerking van medicijnen, in zo'n geval is de oplossing simpel: stoppen met de medicijnen. Maar veel vaker is het niet zo eenvoudig. In een aantal gevallen is een afwijking aan de aderen en/of zenuwen in de onderbuik de oorzaak. Er wordt dan voortdurend te veel bloed naar de genitaliën gepompt. Ook een ontsteking of afwijking aan de zenuwbanen in de onderbuik kan PSAS veroorzaken. In zulke gevallen helpt een operatie. Meestal is de oorzaak echter niet duidelijk en dat maakt behandeling moeilijk. De symptomen kunnen wel wat verlicht worden door antidepressiva, bepaalde hormonenremmers of verdovende crèmes.

## Onderzoek in Nederland
In de Verenigde Staten is de aandoening sinds 2001 bekend. In Nederland werd onderzoek gedaan door neuropsychiater Prof. dr. Marcel Waldinger (1955-2019), verbonden aan het Leyenburg Ziekenhuis in Den Haag. Hoewel nog niet helemaal duidelijk is of de oorzaak psychisch of lichamelijk is, wijzen steeds meer onderzoeken in lichamelijke richting: zenuwen, bloedvaten en hormonen.